# Paralastor subplebeius
Paralastor subplebeius är en stekelart som beskrevs av Perkins 1914. Paralastor subplebeius ingår i släktet Paralastor och familjen Eumenidae. Inga underarter finns listade i Catalogue of Life.